# 筑波大学硬式野球部
筑波大学硬式野球部（つくばだいがく こうしきやきゅうぶ、英: Tsukuba University Baseball Team）は、首都大学野球連盟に所属する大学野球チーム。筑波大学の学生によって構成されている。

## 歴史
1896年（明治29年）に高等師範学校ベースボール部として発足。以後、東京高等師範学校、東京文理科大学、東京教育大学、筑波大学と校名の変更をしばしば繰り返してきたが、一貫した“茗渓ベースボール”という呼称もある。
東京文理科大学時代の1940年（昭和15年）、東都大学野球連盟に加盟。1947年春季リーグにて2部リーグ優勝を果たし1部昇格。1部リーグでの最高成績は同1947年秋季の4位。
東京教育大学時代の1964年（昭和39年）、東都リーグを脱退し首都大学野球連盟結成に参加。しばらくは1部と2部を往復する時期が続いたが、筑波大学に改組された後の昭和50年代頃から力を着け始め、1部でも上位に残るようになる。
1987年（昭和62年）、功力靖雄監督のもと、渡辺正和・小林昭則の二本柱を擁して、第18回明治神宮野球大会決勝で当時全国大会でも常勝街道を走っていた法政大学を下し初優勝。国公立大学野球部としては史上初となった全国大会“日本一”を達成した。2020年現在、国公立大学の全国制覇は筑波大学硬式野球部だけとなっている。
1996年秋にもリーグ戦優勝を果たし、この時のエース杉本友は筑波大そして国立大学から初のドラフト1位指名を受けた。尚、杉本は浪人して理系の基礎工学類に入学、卒業している。
以降はリーグ内で強化する大学が増えたこともあり一時2部降格も経験したが、2000年秋以降は1部リーグに留まり最下位もない。リーグ戦は関東各地での開催となるまでは、首都圏の球場までの移動なども他校に比べて遠距離であった。
体育専門学群があり、甲子園経験者も少数ながら入部しているが多くは一般入学であり浪人経験者もいる。また、指導者やスポーツ科学研究者等を目指す選手もいるために部員数は多く、コーチングや分析を専門にサポートするスタッフ等に分かれている。野球部寮が完成したが、全寮制ではなく上級生を中心に生活面も自立しながら活動している。

## 本拠地
筑波大学球場（茨城県つくば市天王台1丁目1-1）

## 記録
- 1部リーグ優勝　4回
- 2部リーグ優勝　12回（東京教育大学時代含む）
- 明治神宮野球大会 出場3回、優勝1回（1987年）
- 全日本大学野球選手権 出場1回

## 主な出身者
- 仲川翠（元プロ野球選手、教育者 / 東京高等師範卒）
- 功力靖雄（元同大学野球部監督）
- 西本和美（元プロ野球選手）
- 松本稔（高校野球指導者）
- 渡辺正和（元プロ野球選手、大学野球指導者）
- 小林昭則（元プロ野球選手、高校野球指導者）
- 梶田茂生（社会人野球指導者）
- 杉本友（元プロ野球選手、高校野球指導者）
- 藤井淳志（元プロ野球選手）
- 小針崇宏（高校野球指導者）
- 坪井俊樹（元プロ野球選手、大学野球指導者）
- 國保陽平（元プロ野球選手、高校野球指導者）
- 寺田光輝（元プロ野球選手）
- 大城駿斗（元プロ野球選手）
- 奈良木陸（元プロ野球選手）
- 佐藤隼輔（プロ野球選手、埼玉西武ライオンズ所属）
- 大川立樹（フジテレビアナウンサー）

## 関係者
- 坪井玄道（初代部長）